# Cuzznz
"Cuzznz" é a primeiro álbum de estúdio colaborativo entre os rappers estadunidense Daz Dillinger e Snoop Dogg. Foi lançado em 15 de janeiro de 2016, pelas editora discográfica Felder Entertainment. O álbum teve a produção executiva feita pelos artistas principais juntamente com o produtor musical Dâm-funk. Cuzznz conta com a participação de Kurupt, Dâm-funk e Shon'Lawon.

## Singles
A faixa "Sho You Right" foi divulgada no SoundCloud em 26 de outubro de 2015. a faixa foi produzida por Dâm-funk.
"Best Friend" foi postada no SoundCloud 3 de dezembro de 2015, e foi liberada na ordem previa do álbum no iTunes no mesmo dia, como primeiro single do disco. A canção foi produzida por Kjconteh.
A canção "N My Life Tyme" foi lançada em 14 de janeiro de 2016. A faixa conta com a participação do rapper Kurupt e foi produzida por Dâm-funk.

## Faixas
| Cuzznz — Edição padrão |                                      |         |  |
| N.º                    | Título                               | Duração |  |
| 1.                     | "Have U Eva"                         | 3:50    |  |
| 2.                     | "N My System" (com Dâm-funk)         | 5:19    |  |
| 3.                     | "Six n'da Morning" (com Kurupt)      | 3:09    |  |
| 4.                     | "Pop Pop Bang"                       | 3:44    |  |
| 5.                     | "Phenomonon"                         | 3:39    |  |
| 6.                     | "Happy Birthday"                     | 2:22    |  |
| 7.                     | "Dic Walk" (com Kurupt)              | 4:31    |  |
| 8.                     | "N My Life Tyme" (com Kurupt)        | 4:23    |  |
| 9.                     | "Best Friend"                        | 4:13    |  |
| 10.                    | "Sho You Right" (com Shon'Lawon)     | 5:18    |  |
| 11.                    | "What's Yo Pleasure"                 | 3:47    |  |
| 12.                    | "It's Not a Secret" (com Shon'Lawon) | 4:03    |  |
| 13.                    | "Keep'a Nigga High"                  | 3:31    |  |
| 14.                    | "We'll Miss U"                       | 3:28    |  |
| Duração total:         | Duração total:                       | 55:17   |  |